# Alfred Zijai
Alfred Zijai (Valona, 7 febbraio 1961 – Valona, 11 febbraio 2013) è stato un calciatore albanese, di ruolo centrocampista.

## Carriera

### Club
Ha giocato per 12 anni nella prima divisione albanese.

### Nazionale
Ha collezionato 3 presenze con la nazionale albanese.

## Palmarès

### Club

#### Competizioni nazionali
- Campionato albanese: 1

Flamurtari Valona: 1990-1991
- Coppa d'Albania: 2

Flamurtari Valona: 1984-1985, 1987-1988
- Supercoppa d'Albania: 1

Flamurtari Valona: 1990